# Antitrogus politus
Antitrogus politus är en skalbaggsart som beskrevs av Lea 1920. Antitrogus politus ingår i släktet Antitrogus och familjen Melolonthidae. Inga underarter finns listade i Catalogue of Life.